# ۱۰۴۶ (خورشیدی)
۱۰۴۶ هزار و چهل و ششمین سال هجری خورشیدی است.